# لاكشميبور سادار أوبازيلا
لاكشميبور سادار أوبازيلا هي أوبازيلا في مديرية لاكشيمبور في محافظة جاتجام في بنغلاديش.